# Acetilcolina
L'acetilcolina (ACh) è un composto chimico di formula {\displaystyle {\ce {C7H16NO2+}}} che in condizioni standard si presenta come un solido.

## Storia
L'acetilcolina è stato il primo neurotrasmettitore ad essere identificato. L'acetilcolina fu sintetizzata per la prima volta nel 1867, ma solo quarant'anni dopo, fu dimostrato che era un depressore fisiologico estremamente potente. Nel 1904, un giovane studente di Cambridge, Thomas Renton Elliott, osservò che l'adrenalina imitava l'effetto della stimolazione nervosa simpatica, suggerendo che potesse essere la sostanza liberata quando lo stimolo nervoso raggiungeva le zone periferiche.
Sebbene l'interpretazione precisa di queste parole fosse inizialmente incerta, esse preannunciavano il concetto di neurotrasmissione chimica. Henry Hallett Dale, intrigato dal lavoro di Elliott, accettò un'opportunità di lavorare per il produttore farmaceutico Henry Wellcome presso i Wellcome Physiological Research Laboratories (WPRL) nel 1904.
Qui, il suo lavoro sulla segale cornuta lo portò alla scoperta di sostanze come l'ergotossina, l'istamina, l'acetilcolina e la tiramina. Insieme a George Barger, condusse anche un ampio studio sulle azioni fisiologiche di sostanze chimiche strutturalmente simili all'adrenalina, coniando il termine "simpatomimetico".
L'acetilcolina naturale fu isolata per la prima volta nei WPRL nel 1913 da Dale e Arthur Ewins. Questa scoperta fu descritta da Dale come un "fortunato incidente". L'anno successivo, Dale pubblicò un articolo sulla farmacologia dei derivati della colina, notando due effetti principali dell'acetilcolina: uno riproducibile dalla muscarina e uno dalla nicotina. Tuttavia, all'epoca, c'erano poche prove dirette del significato fisiologico dell'acetilcolina, e l'interesse per la ricerca fu in parte deviato dagli impegni bellici.
L'interesse per l'acetilcolina fu riacceso negli anni '20 grazie al lavoro di Otto Loewi all'Università di Graz. Nel 1921, Loewi eseguì un esperimento dimostrando che un cuore di rana denervato poteva essere rallentato o fermato da un fluido proveniente da un cuore innervato che aveva rallentato o smesso di battere in risposta alla stimolazione del suo nervo vago.
Loewi suggerì che una sostanza chimica, da lui chiamata "Vagusstoff", fosse rilasciata dal vago del primo cuore e trasferita al secondo. Ulteriori lavori di Loewi e dei suoi colleghi dimostrarono che il composto era un estere della colina rapidamente idrolizzato da un'esterasi, sebbene non suggerirono che fosse acetilcolina.
Nonostante l'interesse di Dale per il Vagusstoff, egli rimase preoccupato per l'apparente assenza di acetilcolina dal corpo dell'animale, tuttavia, solo pochi mesi dopo, Dale e il suo collega Harold Dudley trovarono l'acetilcolina come costituente naturale del corpo dei mammiferi. Questa fu una scoperta fondamentale, che stimolò un rinnovato interesse per il suo significato funzionale.
I passi decisivi successivi nel laboratorio di Dale furono possibili grazie all'arrivo di Wilhelm Feldberg nel 1933. Feldberg importò il "test della sanguisuga", una tecnica che rivoluzionò l'analisi del ruolo dell'acetilcolina. Il problema principale negli studi sull'acetilcolina era la transitorietà dei suoi effetti a causa della rapida idrolisi da parte dell'acetilcolinesterasi. Il test della sanguisuga di Feldberg fornì un metodo semplice e affidabile per rilevare l'acetilcolina, utilizzando la fisostigmina per inibire l'attività dell'acetilcolinesterasi permettendo l'identificazione e la misurazione accurata dell'acetilcolina.
Gran parte del lavoro sull'acetilcolina venne effettuato nel laboratorio di Dale tra la fine del 1933 e l'inizio del 1937, con la partecipazione di collaboratori come George Lindor Brown, Marthe Vogt, John Gaddum e Frank MacIntosh. In particolare, Feldberg fu coautore di tutte le ventiquattro pubblicazioni uscite dal laboratorio di Dale in quel periodo. Questi lavori fornirono la prima prova sperimentale diretta del ruolo dell'acetilcolina nella trasmissione gangliare, alla giunzione post-gangliare parasimpatica e alla giunzione neuromuscolare del sistema nervoso volontario. Essi dimostrarono che la stimolazione nervosa liberava acetilcolina, che l'acetilcolina non era prodotta in assenza di tale stimolazione e che l'iniezione di acetilcolina riproduceva gli effetti dell'attività nervosa.
Una delle contribuzioni scientifiche più significative fu l'introduzione da parte di Dale dei termini "colinergico" e "adrenergico" per designare le fibre nervose in base alla natura della sostanza chimica che utilizzavano come trasmettitore. Questa nomenclatura "neutra" permise di fare riferimento a sostanze "simili all'adrenalina" e "simili all'acetilcolina" senza richiedere una precisa identificazione chimica.
A partire dalla metà degli anni '30, le questioni sul ruolo dell'acetilcolina nella funzione neurale assunsero un ruolo centrale nei dibattiti fisiologici. L'idea della neurotrasmissione chimica incontrò una vigorosa opposizione, in particolare da John Eccles, che sosteneva che la trasmissione neurale fosse puramente un fenomeno elettrico. Questi dibattiti erano noti scherzosamente come "zuppa contro scintilla", tuttavia, nel 1951, Eccles ammise di accettare le teorie proposte da Dale e dai suoi colleghi.
Per molti anni, il test della sanguisuga eserinizzata rimase il metodo più riproducibile e sensibile per identificare e quantificare l'acetilcolina. Solo negli anni '60 furono sviluppati metodi chimici più sofisticati. Verso la fine di quel decennio, un progetto collaborativo tra l'Università della California e il Karolinska Institute di Stoccolma, utilizzando la GC-MS, fu in grado di determinare l'acetilcolina in quantità nell'ordine dei sub-microgramm. In una lettera a Dale nel 1968, gli autori di questo lavoro riconobbero le sue grandi conquiste con mezzi più semplici quarant'anni prima.
Dale condivise il Premio Nobel nel 1936 e da quell'anno terminò il suo coinvolgimento personale nella ricerca di laboratorio, assumendo numerosi altri incarichi. Furono i suoi colleghi più giovani, in particolare Brown e Feldberg, a continuare ad accumulare prove sul ruolo dell'acetilcolina nel sistema nervoso. Nei decenni successivi, furono sviluppate teorie sofisticate sulle interazioni farmaco-recettore nel sistema colinergico portando a un approfondimento delle conoscenze sul ruolo di diverse sostanze chimiche endogene nel sistema nervoso. Dale continuò a seguire da vicino l'accumulo di prove sulla neurotrasmissione chimica, esprimendo il suo stupore per i progressi raggiunti con tecniche come l'ultramicroscopia elettronica e la registrazione elettrica.

## Caratteristiche strutturali e fisiche
L'acetilcolina è un estere dell'acido acetico e della colina, facilmente solubile in acqua ed etanolo, ovvero poco solubile in etere. La torsione nella molecola di acetilcolina può verificarsi attorno ai legami τ1, τ2 e τ3. Poiché i gruppi metilici sono disposti simmetricamente attorno a τ3 e l'acetossile planare può porre dei vincoli su τ1, l'angolo di torsione più importante nel determinare la conformazione dell'acetilcolina in soluzione è τ2. Le configurazioni a più bassa energia si presentano attorno a τ2.
Studi di risonanza magnetica nucleare indicano che la conformazione gauche è predominante in soluzione. Studi sull'attività di analoghi rigidi dell'acetilcolina suggeriscono che la conformazione trans potrebbe essere la conformazione attiva sui recettori muscarinici. Tuttavia, i risultati degli studi mostrano che l'atomo di azoto dell'acetossile e quello quaternario nello stato legato dell'acetilcolina sono troppo vicini perché questa conformazione possa esistere quando l'acetilcolina è legata al recettore nicotinico.
| N. di atomi pesanti                  | 10                                           |
| N. di accettori di legami a idrogeno | 2                                            |
| N. di legami ruotabili               | 4                                            |
| Massa monoisotopica                  | 146,118103753 u                              |
| Superficie polare                    | 26,3 Å²                                      |
| Sezione d'urto                       | 129,5 Å² [M]+ 129,2 Å² [M*]+ 129,7 Å² [M+H]+ |
| Carica formale                       | +1                                           |

## Sintesi
L'acetilcolina può essere sintetizzata facilmente in diversi modi. Ad esempio, il 2-cloroetanolo viene fatto reagire con trimetilammina e il composto risultante, N,N,N-trimetiletil-2-etanolamina cloridrato viene acetilato con anidride acetica o cloruro di acetile. Un secondo metodo consiste nel far reagire la trimetilammina con ossido di etilene, ottenendo l'N,N,N-trimetiletil-2-etanolamina idrossido che, reagendo con acido cloridrico, si trasforma nel cloridrato, il quale viene successivamente acetilato seguendo il procedimento descritto sopra. Infine, l'acetilcolina può anche essere ottenuta facendo reagire l'acetato di 2-cloroetanolo con trimetilammina.

## Reattività e caratteristiche chimiche

### Spettri analitici
- 1D NMR[27]
- 1H NMR[7]
- 13C NMR[28]
- 1H-1H NMR[7]
- 1H-13C NMR[7]
- MS-MS[7]
- LC-MS[29]

## Biochimica
La molecola agisce come:
- neurotrasmettitore,
- vasodilatatore,
- agonista muscarinico,
- agonista colinergico,
- regolatore della produzione della somatotropina.

Nei vertebrati, è il principale trasmettitore nelle giunzioni neuromuscolari, nei gangli autonomi, nelle giunzioni neuroeffettorie parasimpatiche, in un sottoinsieme di giunzioni neuroeffettorie simpatiche e in molti siti del sistema nervoso centrale. L'acetilcolina è presente sin dai primi momenti dello sviluppo del sistema ectodermico (piastra neurale), poiché la sua azione è fondamentale per la differenziazione delle cellule neuronali. Questo neurotrasmettitore agisce infatti come morfogeno.
L'acetilcolina è stata trovata anche in cellule di origine non neuronale, oltre che nei microbi. Si è scoperto infatti che specie di protisti appartenenti al genere Ancanthamoeba contengono acetilcolina che fornisce segnali di crescita e proliferazione attraverso un omologo del recettore muscarinico M1 situato nella membrana.

### Biosintesi

#### Muscoli

Ciclo dell'acetilcolina nella sinapsi

L'acetilcolina deriva da due costituenti: la colina e un gruppo acetile, quest'ultimo derivato dal coenzima acetil-CoA. La colina è naturalmente presente in alimenti come tuorli d'uovo, fegato, semi di vari ortaggi e legumi. Inoltre, la colina viene prodotta naturalmente dal fegato. Una volta in circolazione nel plasma, può attraversare facilmente la barriera emato-encefalica ed essere captata dalle terminazioni nervose colinergiche tramite canali di trasporto sodio-dipendenti. La fase limitante della produzione di acetilcolina è la disponibilità di acetato derivato dall'acetil-CoA mitocondriale e di colina proveniente direttamente dal plasma o dal riassorbimento nella fessura sinaptica.
La sintesi avviene nelle estremità terminali degli assoni. La colina acetiltransferasi (CAT) è l'enzima che catalizza la reazione tra la colina e l'acetil-CoA per creare una nuova molecola di acetilcolina. La CAT viene prodotta nel soma neuronale e successivamente trasportata fino al terminale assonico tramite trasporto asso-plasmatico, in cui vescicole piene di varie proteine sono “agganciate” ai filamenti di actina che attraversano la lunghezza del neurone per il trasporto. Sebbene localizzata principalmente al terminale assonico, la CAT è presente in tutto il neurone stesso.
Nel terminale assonico, l'acetilcolina appena formata viene collocata in vescicole, con un numero minimo di molecole libere ancora presenti nel citosol. Le vescicole vengono acidificate tramite una pompa dipendente dall'energia (H-ATPasi), che viene utilizzata per creare un gradiente che consente all'acetilcolina di entrare attraverso il trasportatore vescicolare dell'acetilcolina (VAChT), il quale scambia un protone con una molecola di acetilcolina.
Il rilascio dell'acetilcolina avviene quando un potenziale d'azione viene trasmesso e raggiunge il terminale dell'assone, dove la depolarizzazione provoca l'apertura dei canali del calcio voltaggio-dipendenti, consentendo un afflusso di calcio. Questo permette alle vescicole contenenti acetilcolina di essere rilasciate nella fessura sinaptica. Il processo è altamente dipendente dal sistema proteico SNARE. La sinaptobrevina è comunemente chiamata SNARE "v", poiché si trova nella membrana vescicolare, mentre SNAP-25 e sintaxin-1 sono SNARE "t", in quanto fanno parte della membrana pre-sinaptica.

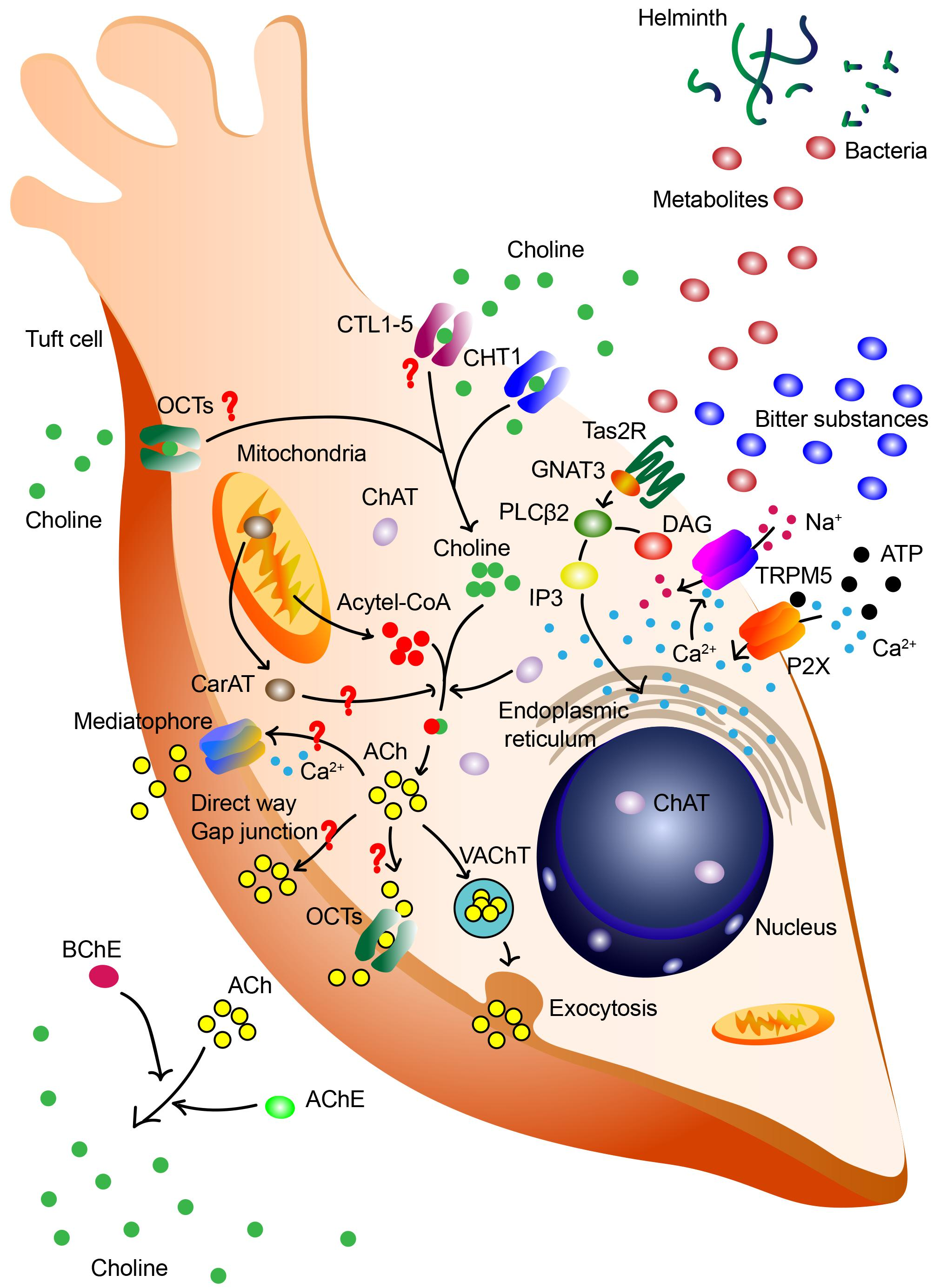
Sintesi e rilascio di acetilcolina da parte delle cellule di Tuft

Queste proteine, insieme al calcio, lavorano per realizzare la fusione delle membrane delle vescicole e il rilascio dell'acetilcolina. Inoltre, la sinaptogamina è legata alle vescicole e funge da sensore del calcio in questo sistema. Quando la vescicola si avvicina alla membrana presinaptica, la proteina citosolica Munc18 funge da "gancio" attivante, collegando la sinaptobrevina a SNAP-25 e sintaxin-1, avvicinando la vescicola e la membrana pre-sinaptica mentre le estremità elicoidali libere iniziano ad avvolgersi l'una intorno all'altra.
La proteina citosolica complexin si inserisce in questo nuovo complesso per prevenire la fusione spontanea della vescicola con la membrana presinaptica. Quando il calcio entra nella cellula dopo la depolarizzazione neuronale, si lega alla sinaptogamina, che a sua volta si lega ai fosfolipidi acidi nella membrana pre-sinaptica, spostando le molecole complexin e rimuovendo il blocco alla fusione. Solo con la presenza del calcio nella cellula si può realizzare la fusione vescicolare con la membrana pre-sinaptica.
Dopo la fusione, la Ca-ATPasi (PMCA) pompa il calcio fuori dal neurone e i mitocondri neuronali assorbono il calcio, riducendone la concentrazione intracellulare. Con questa diminuzione, la sinaptogamina si dissocia dal complesso SNARE, e altre proteine SNARE vengono reclutate per smontare e riciclare il complesso, preparando il sistema per un nuovo ciclo di fusione vescicolare. Una volta nella fessura sinaptica, l'acetilcolina può legarsi ai recettori colinergici nicotinici o muscarinici.
L'azione dell'acetilcolina termina quando questa si lega al suo recettore sulla superficie della cellula bersaglio, si dissocia e viene successivamente degradata dall'acetilcolinesterasi in colina e acetato. L'acetilcolinesterasi è presente nella fessura sinaptica sia come molecola libera che come proteina legata a GPI sulla superficie della cellula post-sinaptica.

#### Apparato respiratorio
Il nervo vago efferente terminale nelle vie aeree rilascia acetilcolina per attivare le vie di segnalazione a valle nei macrofagi residenti. L'acetilcolina può essere rilasciata anche dalle cellule neuroendocrine polmonari e dalle cellule immunitarie presenti nei gangli parasimpatici. Come componente integrale della via colinergica anti-infiammatoria (CAIP), l'acetilcolina può legarsi ai recettori nicotinici dell'acetilcolina α7 (α7nAChRs) su diverse cellule degli organi viscerali per ridurre le risposte iperinfiammatorie. Gli α7nAChRs, che sono canali ionici omo-pentamerici regolati da ligandi, svolgono un ruolo chiave nell'omeostasi dell'infiammazione locale e sistemica, oltre che nelle funzioni neurocognitive. L'attivazione degli α7nAChRs nei macrofagi residenti, come i macrofagi alveolari e la microglia, può attenuare il rilascio di citochine pro-infiammatorie quali TNF-α, IL-1β e IL-6.

### Vasodilatazione e vasocostrizione
Il flusso sanguigno della pelle è controllato da due rami del sistema nervoso simpatico: un sistema vasocostrittore noradrenergico e un sistema vasodilatatore attivo colinergico. Quando la temperatura corporea centrale inizia ad aumentare, il primo incremento del flusso sanguigno cutaneo è mediato dal rilascio del tono vasocostrittore. Una volta raggiunta una soglia specifica, si attivano la sudorazione e la vasodilatazione riflessa, stimolando il rilascio simultaneo di acetilcolina e un vasodilatatore sconosciuto dai nervi colinergici simpatici. L'acetilcolina può inoltre indurre vasocostrizione agendo direttamente sulla muscolatura liscia vascolare.
L'incremento iniziale del flusso sanguigno cutaneo durante l'ipertermia è attenuato nei soggetti anziani sani, rendendo necessario un aumento maggiore della temperatura corporea centrale per osservare una vasodilatazione riflessa significativa. È stato dimostrato che l'acetilcolina può contribuire direttamente all'incremento iniziale del flusso sanguigno cutaneo durante l'ipertermia nei giovani soggetti sani.

### Via dell'acetilcolina
Le vie dell'acetilcolina originano in due aree distinte del cervello. Le proiezioni che partono dall'area tegmentale laterale del tronco encefalico si estendono alle regioni striatali dei gangli della base e sono principalmente coinvolte nel controllo motorio. L'acetilcolina è anche il principale neurotrasmettitore che regola i rami somatici del sistema nervoso periferico, innervando percorsi responsabili del controllo motorio. Un altro gruppo di vie cerebrali ha origine nel nucleo basale di Meynert, vicino al talamo, e si proietta verso l'ippocampo, l'amigdala e alcune porzioni dei lobi frontali. Queste vie sono responsabili della regolazione dell'elaborazione della memoria, delle reazioni di paura e delle funzioni cognitive.

### Regolazione
La liberazione dell'acetilcolina è regolata da alcuni mediatori, tra cui la sostanza stessa, che agiscono sui recettori pre-sinaptici. I recettori inibitori di tipo M2, presenti nelle terminazioni nervose parasimpatiche post-gangliari, partecipano all'autoinibizione della liberazione di acetilcolina così come la noradrenalina. Nella giunzione neuromuscolare, i recettori nicotinici pre-sinaptici facilitano la liberazione di acetilcolina consentendo alle sinapsi di funzionare durante lunghi periodi di attività a frequenza elevata, mentre i recettori nicotinici pre-sinaptici del tipo presente a livello del sistema nervoso centrale favoriscono o inibiscono il rilascio di altri mediatori.

### Patologie
Poiché l'acetilcolina è il principale neurotrasmettitore coinvolto nell'elaborazione della memoria, la sua sottoattivazione provoca significative difficoltà nella formazione di nuovi ricordi. Una riduzione della funzione dell'acetilcolina è anche associata ad appiattimento cognitivo e problemi nel controllo motorio. Alcuni composti bloccano i recettori colinergici e producono effetti avversi rilevanti, tra cui costipazione, xerostomia, visione offuscata e sonnolenza.
Alterazioni nei livelli di acetilcolina nelle vie centrali e periferiche provocano numerosi effetti collaterali motori, tra cui tremori e problemi di coordinazione dei movimenti. Livelli alterati di acetilcolina o modifiche nell'espressione e nella funzione dei recettori, in aree selezionate del sistema nervoso, sono infatti stati descritti in diverse malattie neurodegenerative, come Alzheimer, Parkinson e Huntington, oltre che in disturbi psichiatrici come la schizofrenia.
Spesso, i deficit cognitivi, comportamentali e motori che caratterizzano queste patologie sono correlati a disfunzioni del circuito colinergico. Inoltre, il coinvolgimento dell'acetilcolina come modulatore dell'infiammazione, sia dentro che fuori dal sistema nervoso, ha suggerito che le sue funzioni alterate potrebbero rappresentare un ulteriore meccanismo patogenetico che influisce negativamente sull'evoluzione della malattia, come recentemente ipotizzato nella sclerosi multipla.
La miastenia gravis è una malattia autoimmune determinata dalla presenza di anticorpi policlonali diretti contro il recettore nicotinico dell'acetilcolina nel muscolo scheletrico.

#### Depressione
Le prime osservazioni di un possibile legame tra l'acetilcolina e la depressione si basavano su studi clinici sugli effetti degli agonisti dei recettori dell'acetilcolina (AChR), che attivano gli AChR, e degli inibitori dell'acetilcolinesterasi (AChEIs), che impediscono la degradazione dell'acetilcolina da parte delle acetilcolinesterasi (AChEs). Gli AChEIs costituiscono una classe di insetticidi utilizzati in agricoltura e di agenti nervini impiegati in guerra. L'esposizione agli AChEIs aumenta i livelli di acetilcolina sia nel sistema nervoso centrale che nella periferia, causando effetti tossici e potenzialmente letali sul sistema respiratorio, nervoso centrale e cardiovascolare. Anche i precursori dell'acetilcolina, come il deanol, la colina e la lecitina, sono stati segnalati essere in grado di causare depressione e, paradossalmente, ipomania in alcuni casi.

## Farmacologia e tossicologia

### Effetti del composto e usi clinici
L'Acetilcolina è un farmaco a piccole molecole con una fase di sperimentazione clinica massima di IV che è stato approvato per la prima volta nel 1973. Generalmente non viene utilizzato come farmaco perché viene degradato molto rapidamente dalle colinesterasi, ma è utile in alcune applicazioni oftalmologiche.
Viene infatti utilizzata per per ottenere la miosi dell'iride in pochi secondi dopo la rimozione del cristallino durante la chirurgia della cataratta, nella cheratoplastica perforante, nell'iridectomia e in altri interventi chirurgici del segmento anteriore dove può essere richiesta una miosi rapida. Inoltre, alcuni composti naturopatici possono aumentare la disponibilità del precursore dell'acetilcolina e questo meccanismo potrebbe avere una certa efficacia nel trattamento dei sintomi della mania, dell'ADHD e dei disturbi da tic.

### Controindicazioni ed effetti collaterali
Una sovraattivazione delle vie dell'acetilcolina può portare a effetti spiacevoli e potenzialmente pericolosi. La diretta sovrastimolazione dei recettori muscarinici, evidente quando vengono ingerite grandi quantità di muscarina, provoca un aumento della salivazione, sudorazione profusa, lacrimazione, nausea intensa e diarrea, con possibile morte per arresto cardiaco o respiratorio. Incrementi più lievi nella stimolazione dell'acetilcolina non sono letali, ma risultano comunque sgradevoli.
Quando la dopamina è soppressa, come avviene con alcuni farmaci antipsicotici, i livelli di acetilcolina aumentano drasticamente e si manifestano rigidità motoria, spasmi, irrequietezza, scialorrea, tremori e andatura incerta. Questi sintomi sono comunemente definiti effetti collaterali extrapiramidali (EPS). Gli EPS persistenti non sono solo fastidiosi, ma possono diventare permanenti quando si sviluppa la discinesia tardiva (TD), un disturbo causato da una regolazione permanente verso l'alto dei recettori, con sintomi irreversibili e non trattabili. È quindi fondamentale che i clinici prestino particolare attenzione nella somministrazione di qualsiasi composto che possa ridurre i livelli di acetilcolina o causare una deplezione di colina.

### Interazioni
In parte grazie alla funzione attivante sui muscoli dell'acetilcolina, ma anche per il suo ruolo nel sistema nervoso autonomo e nel cervello, molti farmaci esercitano i loro effetti alterando la trasmissione colinergica. Numerosi veleni e tossine prodotti da piante, animali e batteri, così come agenti nervini chimici come il sarin, causano danni inattivando o iperattivando i muscoli attraverso la loro influenza sulla giunzione neuromuscolare.
I farmaci che agiscono sui recettori muscarinici dell'acetilcolina possono essere velenosi in grandi quantità, ma in dosi più piccole sono comunemente utilizzati per trattare alcune condizioni cardiache e problemi oculari. La scopolamina o la difenidramina, che agiscono principalmente sui recettori muscarinici in modo inibitorio nel cervello, possono provocare delirio, allucinazioni e amnesia attraverso l'antagonismo dei recettori in questi siti.

#### Inibitori della colinesterasi
Gli inibitori dell'AChE, o anticolinesterasici, impediscono all'enzima colinesterasi di degradare l'acetilcolina, aumentando così sia il livello che la durata dell'azione del neurotrasmettitore. In base al loro meccanismo d'azione, gli inibitori dell'AChE possono essere suddivisi in due gruppi: irreversibili e reversibili. Gli inibitori reversibili, che possono essere competitivi o non competitivi, hanno prevalentemente applicazioni terapeutiche, mentre gli effetti tossici sono generalmente associati ai modulatori irreversibili dell'attività dell'AChE.
Gli inibitori reversibili dell'AChE svolgono un ruolo importante nella manipolazione farmacologica dell'attività dell'enzima. Questi inibitori comprendono composti con diversi gruppi funzionali (carbamati, gruppi ammonio quaternari o terziari) e sono stati utilizzati nella diagnosi e/o nel trattamento di diverse patologie, tra cui miastenia grave, morbo di Alzheimer, ileo post-operatorio, distensione della vescica, glaucoma, oltre che come antidoto in caso di sovradosaggio di anticolinergici.

#### Tossine
Le α-neurotossine presenti nei veleni di serpente agiscono sui recettori nicotinici postsinaptici dell'acetilcolina a livello della giunzione neuromuscolare, provocando una paralisi significativa della muscolatura scheletrica a seguito dell'envenimazione.
Il veleno della vedova nera è una combinazione di proteine biologicamente attive, peptidi e proteasi. La principale tossina presente nel veleno della vedova nera è l'alfa-latrotossina, che si lega irreversibilmente ai recettori proteici dei neuroni presinaptici, creando canali permeabili al calcio all'interno del doppio strato lipidico. Questo afflusso di ioni Ca2+ provoca una massiccia esocitosi di neurotrasmettitori, tra cui acetilcolina, dopamina, noradrenalina, adrenalina e glutammato.
Le neurotossine botuliniche (BoNTs) sono potenti inibitori della fusione delle vescicole sinaptiche e del rilascio dei neurotrasmettitori. Esercitano la loro azione entrando nelle terminazioni nervose a livello della giunzione neuromuscolare dove, scindendo le proteine recettoriali SNARE, impediscono il rilascio vescicolare dell'acetilcolina dalla terminale sinaptica, provocando rilassamento muscolare e paralisi flaccida.
Gli organofosfati sono analoghi dell'acetilcolina e, come il substrato naturale, entrano nel sito attivo legandosi covalentemente al gruppo ossidrilico della serina. Come nell'acetilazione, l'organofosfato viene scisso e l'enzima viene fosforilato. Mentre l'enzima acilato viene rapidamente idrolizzato per rigenerare l'enzima libero, la defosforilazione è molto lenta, nell'ordine di giorni, e l'enzima fosforilato non è in grado di idrolizzare il neurotrasmettitore.
L'effetto di molecole come i gas nervini sono legati alla loro attività inibitoria nei confronti di AChE, che genera la stimolazione continua di muscoli, ghiandole e SNC.

#### Antagonisti muscarinici
Gli antagonisti muscarinici sono spesso definiti come parasimpaticolitici in quanto bloccano selettivamente gli effetti della stimolazione del parasimpatico. Sono tutti antagonisti competitivi dell'acetilcolina sui recettori muscarinici. I due composti naturali, atropina e ioscina, sono alcaloidi estratti da piante appartenenti alla famiglia delle Solanacee.  Questi composti sono amine terziarie, sufficientemente solubili nei lipidi da essere facilmente assorbite dall'intestino o a livello del sacco congiuntivale, e da penetrare la barriera ematoencefalica.
| Composto              | Caratteristiche farmacologiche                                                                        | Usi clinici | Note |
| --------------------- | --- | --- | --- |
| Atropina              | Antagonista non selettivo; buon assorbimento per via orale; stimolante del SNC                        | Premedicazione anestetica (riduce le secrezioni, broncodilatazione); avvelenamento da anticolinesterasici; bradicardia; ipermotilità GI | Alcaloide della belladonna. Effetti collaterali: ritenzione urinaria, secchezza delle fauci, visione offuscata. |
| Atropina metonitrato  | Simile all'atropina, ma scarsamente assorbito; non presenta effetti sul SNC                           | Ipermotilità GI | Composto dell'ammonio quaternario                                                                               |
| Ioscina (scopolamina) | Simile all'atropina                                                                                   | Come atropina | Alcaloide dello stramonio, causa sedazione, e.i. come atropina.                                                 |
| Ipratropio            | Simile all'atropina metonitrato; non inibisce la clearance mucociliare a livello bronchiale           | Mediante inalazione nell'asma e bronchiti                                                                                               | Composto dell'ammonio quaternario                                                                               |
| Tropicamide           | Simile all'atropina, può aumentare la pressione intraoculare                                          | Uso oftalmico per produrre midriasi e ciclopegia                                                                                        | |
| Ciclopentolato        | Analogo della tropicamide                                                                             | Come la tropicamide | |
| Pirenzepina           | Specifico per i recettori M1; inibisce la secrezione gastrica mediante azione sulle cellule gangliari | Ulcera peptica | Minori effetti collaterali rispetto agli altri antagonisti                                                      |

##### Effetti degli antagonisti muscarinici

###### Effetti sulla frequenza cardiaca
L'atropina causa tachicardia attraverso il blocco dei recettori muscarinici cardiaci (M2).

###### Effetti sul tratto gastrointestinale
gli antagonisti muscarinici inibiscono le contrazioni del tratto gastrointestinale indotte dall'acetilcolina e da altri agonisti muscarinici, attraverso la mediazione dei recettori M3.

###### Effetti su altri tipi di muscolatura liscia
La contrazione del muscolo detrusore della vescica in risposta al riempimento fino a un livello critico, che porta alla minzione, è mediata dall'azione dell'acetilcolina rilasciata dai nervi parasimpatici sui recettori M3. Questa risposta viene inibita dagli antagonisti muscarinici, provocando ritenzione urinaria, utile nella gestione dell'incontinenza urinaria.
L'innervazione parasimpatica delle vie aeree rilascia acetilcolina sui recettori M3, provocando broncocostrizione e un aumento del volume delle secrezioni mucose senza alterarne la viscosità. Il blocco di questi effetti tramite antagonisti muscarinici ha un'utilità limitata nel trattamento dell'asma, ma può essere benefico durante le esacerbazioni acute della malattia. Questi farmaci sono particolarmente utili nella broncopneumopatia cronica ostruttiva (COPD), associata a enfisema e bronchite cronica, condizioni caratterizzate da un'ostruzione non reversibile delle vie aeree.
La ghiandola prostatica umana è scarsamente innervata da nervi colinergici, e i recettori muscarinici di tipo M1 sono stati individuati nell'epitelio ghiandolare, dove sono principalmente coinvolti nelle risposte secretorie. Gli agonisti muscarinici causano la contrazione di strisce isolate di muscolatura liscia dello stroma prostatico, oltre a potenziare le contrazioni indotte da stimolazione elettrica dello stroma prostatico del porcellino d’India, probabilmente attraverso l'attivazione di recettori presinaptici che facilitano il rilascio di neurotrasmettitori noradrenergici.

#### Agonisti nicotinici
Gli agonisti nicotinici agiscono sui recettori nicotinici postgangliari, alle giunzioni neuroeffettrici nel sistema nervoso periferico e sui recettori nicotinici nel sistema nervoso centrale. Gli agenti che funzionano come bloccanti neuromuscolari depolarizzanti sono inclusi in questa categoria perché attivano i recettori nicotinici, sebbene siano utilizzati clinicamente per bloccare la trasmissione nicotinica.

#### Antagonisti nicotinici
Gli antagonisti nicotinici si suddividono in due gruppi distinti: bloccanti gangliari e rilassanti muscolari periferici. Il prototipo dei bloccanti gangliari è l'esametonio, che provoca una diminuzione della pressione sanguigna bloccando i gangli simpatici, responsabili di parte del controllo della pressione arteriosa e venosa. Il prototipo dei rilassanti muscolari periferici è il curaro.
Il gruppo di miorilassanti periferici antinicotinici utilizzati in medicina veterinaria può essere ulteriormente suddiviso in agenti non depolarizzanti (pancuronio, atracurio besilato, vecuronio) e agenti depolarizzanti (suxametonio/succinilcolina). I miorilassanti periferici non depolarizzanti si legano ai recettori nicotinici sulle placche motrici, agendo come antagonisti competitivi classici senza attività intrinseca, inibendo così la trasmissione neuromuscolare. I miorilassanti periferici depolarizzanti agiscono come agonisti sui recettori nicotinici della giunzione neuromuscolare, provocando una paralisi attraverso una depolarizzazione prolungata, dovuta alla dissociazione estremamente lenta del complesso recettore-ligando.